# Adela Raz
Adela Raz (Afganistán - 1986) es una política afgana que se desempeñó como la última embajador de la República Islámica de Afganistán en los Estados Unidos desde julio de 2021 hasta febrero de 2022. Raz también fue la primera mujer en ocupar el cargo de Representante Permanente de Afganistán ante las Naciones Unidas.

## Primeros años y educación
El padre de Raz fue asesinado por los talibanes porque lo percibían como demasiado progresista. Raz tiene una licenciatura con especialización en Relaciones Internacionales, Ciencias Políticas y Economía de la Universidad Simmons en Boston, y una maestría en Derecho y Diplomacia de la  Universidad Tufts. Fue la primera afgana en obtener una visa H-1B en EE. UU..

## Carrera política
Raz trabajó en la Misión de Asistencia de las Naciones Unidas en Afganistán. Desde 2010 hasta 2013, trabajó con una organización de desarrollo internacional en los EE. UU. Es defensora de igualdad de género, educación de la mujer y derechos humanos. Ha trabajado para ayudar a las mujeres a desarrollar un trabajo sostenible y participar en la sociedad.
En 2013, fue nombrada Portavoz Adjunta y Directora de Comunicaciones del Presidente Hamid Karzai, la primera mujer en ocupar los cargos. Se convirtió en Jefa de Gabinete en noviembre de 2014 y fue nombrada Viceministra de Relaciones Exteriores para la Cooperación Económica en marzo de 2016 a los 30 años.
En marzo de 2018 formó parte de una delegación de mujeres afganas que visitó Washington D. C., donde habló sobre la necesidad de más mujeres en la vida política afgana y la necesidad de que el resto del mundo las considere socias, no meras víctimas o receptoras de ayuda.
El 31 de diciembre de 2018, el presidente Ashraf Ghani nombró a Raz como representante permanente de Afganistán ante las Naciones Unidas, en sustitución del embajador Mahmoud Saikal. Fue la primera mujer en ocupar el cargo. En marzo de 2019 fue seleccionada por unanimidad como vicepresidenta del Comité para el Ejercicio de los Derechos Inalienables del Pueblo Palestino de las Naciones Unidas.
Raz fue nombrado Embajadora en los Estados Unidos el 26 de julio de 2021.
Tras la Caída de Kabul en 2021 que derrocó a la República Islámica y marcó del regreso de los talibanes, Adela Raz continuó en su cargo a pesar de que el gobierno afgano anterior ya no tenía control sobre el país. El 18 de febrero de 2022, se informó que Adela Raz renunció a su cargo de embajadora.
El 14 de abril de 2022, Raz fue anunciada como directora del Laboratorio de Políticas de Afganistán recientemente establecido; un grupo de reflexión centrado en Afganistán. El laboratorio es una empresa conjunta entre la Universidad de Princeton Escuela de Asuntos Públicos e Internacionales y el Instituto de Autodeterminación de Liechtenstein.

## Vida personal
Raz está casada con Matin Bek exjefe de gabinete del presidente Ashraf Ghani.